# Constant Troyon
Constant Troyon, född den 28 augusti 1810 i Sèvres, död den 21 februari 1865 i Paris, var en fransk målare.
Troyon började som porslinsmålare, övade sig på egen hand med landskapsmålning och utställde 1833 en utsikt från Sèvresbron. Bekantskapen med de gamla holländska landskaps- och djurmålarna, som han studerade under en resa till Holland 1847–1848, öppnade hans ögon för det som blev hans område. En målning föreställande en kvarn (1849) visade, att han funnit kärnan i landskapskonsten ligga i en starkt uttryckt ljusstämnings sammanhållande enhet. År 1852 fann han i Normandie ett lyckligt motiv, Touques dal, betande kor, några tjurar och en häst på en grön äng, allt enkelt och sant samt med en egendomlig samstämmighet mellan landskapet och djuren. En snart sagt monumental hållning utmärker en målning av oxar på väg till arbetet (1855, Louvren). Troyon framställde gärna sina till motivet enkla djurbilder i stora mått – i synnerhet är detta fallet i hans senare arbeten, som de som föreställer en återkomst till lantgården (1859, Louvren), en avresa till marknaden (1861) och trakten kring Suresnes med boskapshjordar (1859). Detta står tillsammans med hans alltmer framträdande strävan efter massverkan, varvid detaljen trädde tillbaka för den harmoniskt genomförda ljusstämningen. Troyon är representerad i Louvren – inte minst i Chauchards dit skänkta samling (en målning av en herde som för hem sin hjord, 1849 med flera) – och likaså i Mesdags museum i Haag. Nationalmuseum i Stockholm äger flera verk av honom, bland annat en liten duk, Vilande boskap.

## Utmärkelser
- Riddare av Hederslegionen,  11 september 1849[6]
- Riddare av Leopoldsorden,  14 december 1860

[Redigera Wikidata]

## Galleri

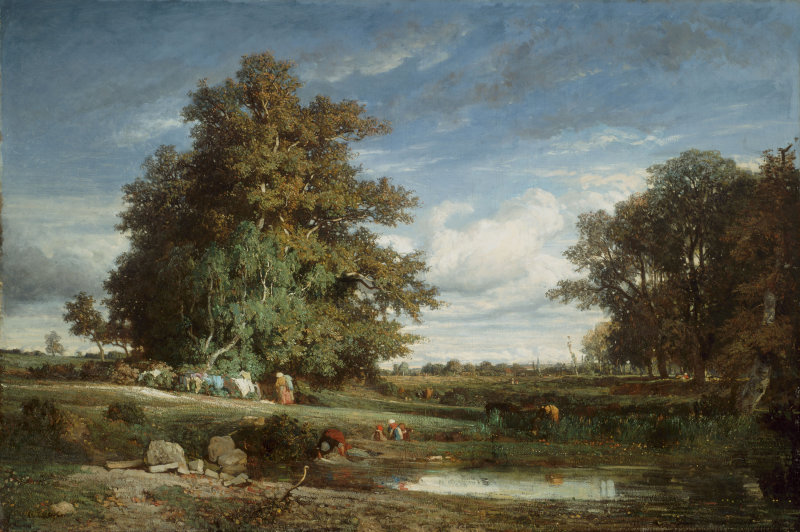
The Marsh (1840)
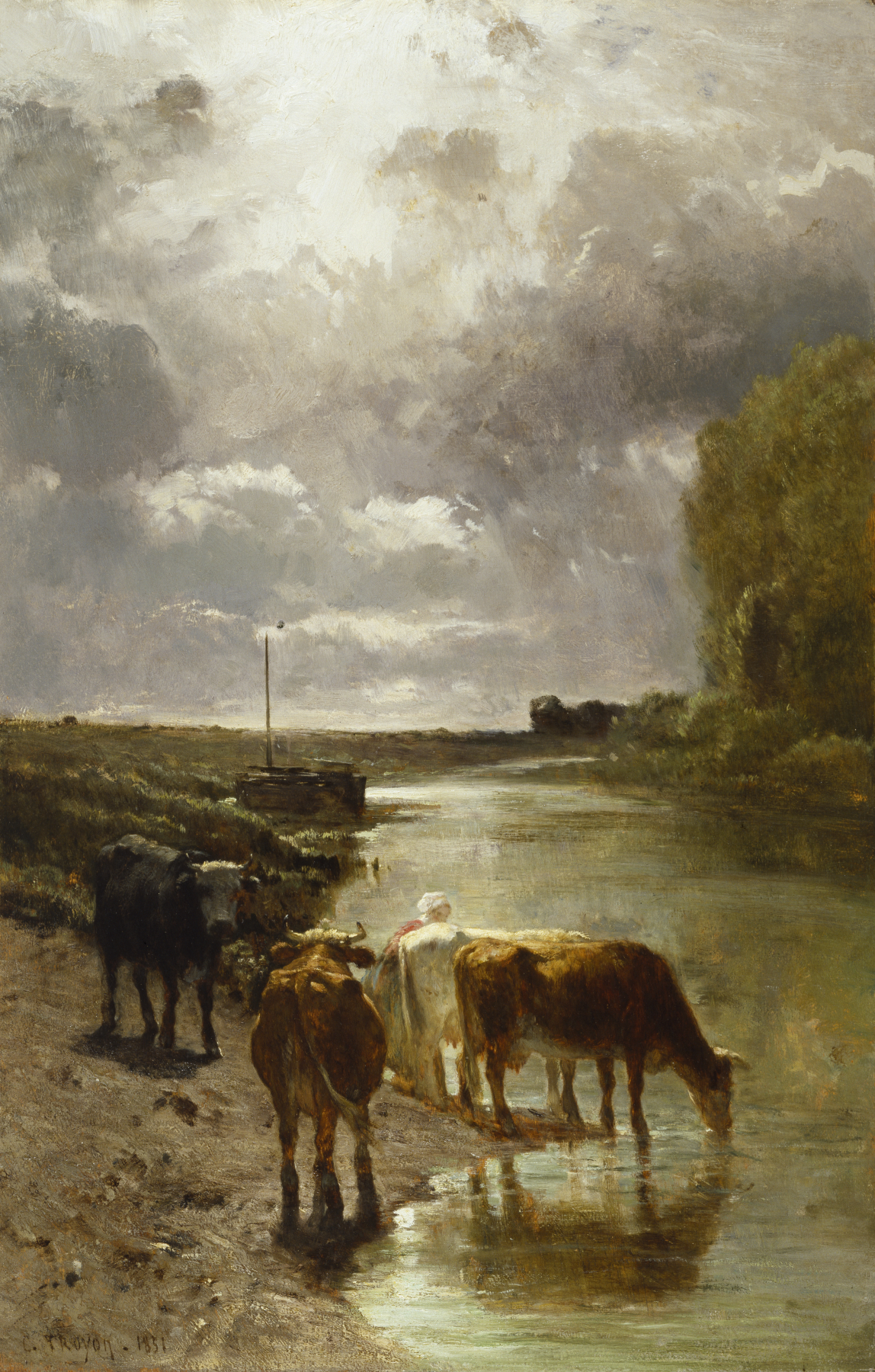
Cattle Drinking (1851)
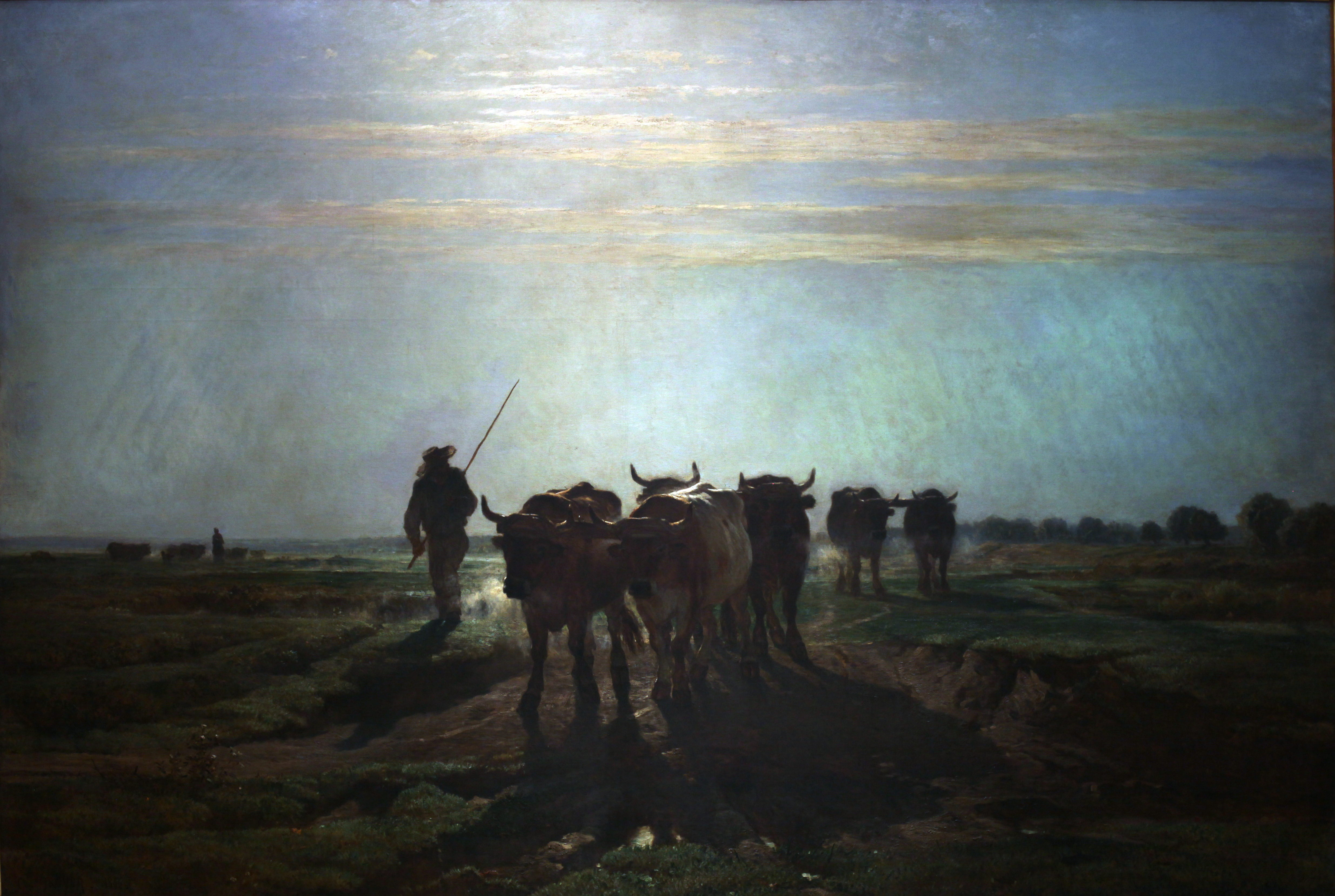
Oxes watching to tillage, morning sky (1855)
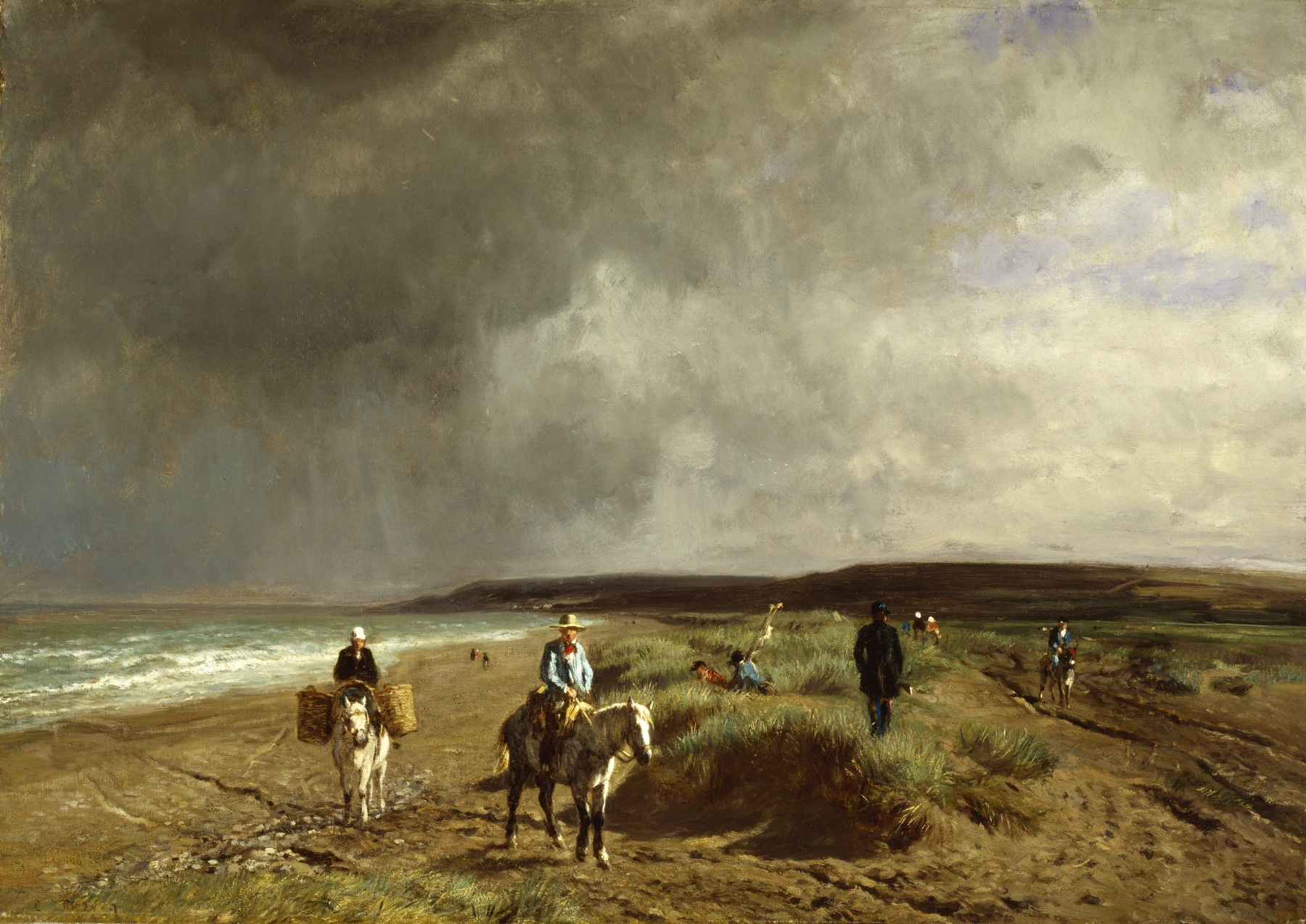
Kusten nära Villers (cirka 1859)
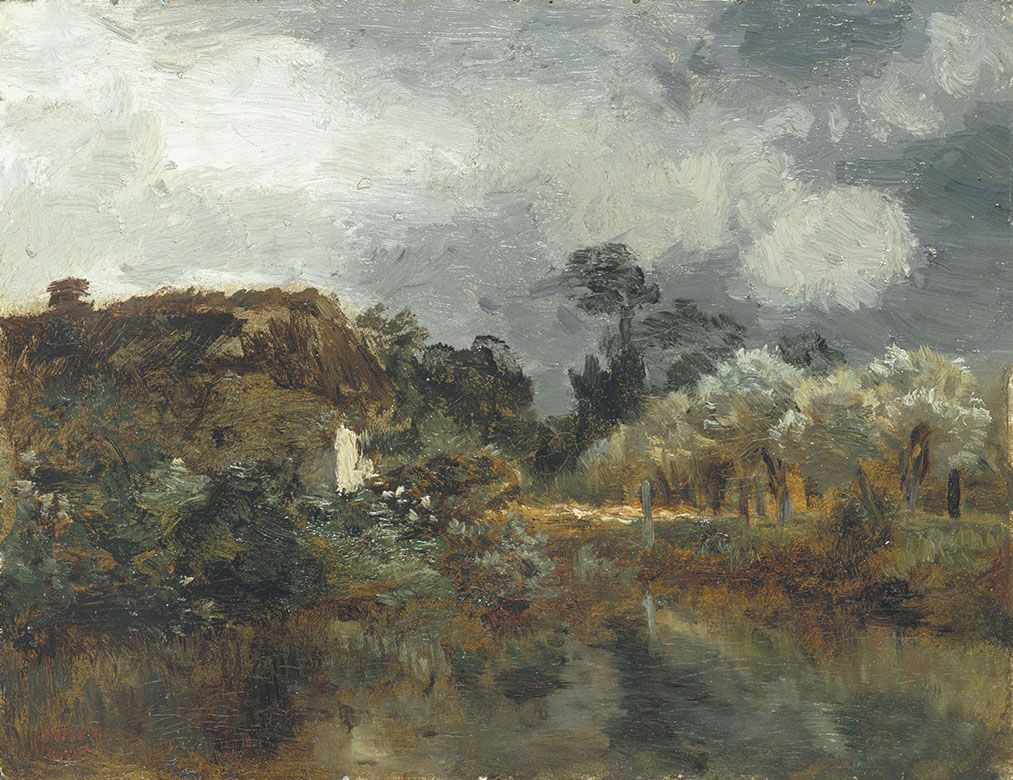
Landskapsstudie (cirka 1860)